# Rosalinda Cannavò
Rosalinda Cannavò, nota anche con lo pseudonimo di Adua Del Vesco (Messina, 26 novembre 1992), è un'attrice italiana.

## Biografia
Dopo essersi inizialmente avvicinata alla danza, all'età di sedici anni ha intrapreso il percorso per diventare attrice. Nel 2012 ha compiuto il suo debutto sul piccolo schermo, con lo pseudonimo di Adua del Vesco, nella terza stagione della fiction L'onore e il rispetto, per la regia di Alessio Inturri e Luigi Parisi. Tale pseudonimo riprende il nome di fantasia di una delle protagoniste de I colori della vita, miniserie del 2005. Nel gennaio 2014 ha fatto il suo debutto al cinema con il film Sapore di te, per la regia di Carlo Vanzina. Sempre nello stesso anno ritorna sul piccolo schermo con la seconda stagione de Il peccato e la vergogna, per la regia di Alessio Inturri, Luigi Parisi e Mariano Lamberti, con la miniserie in due puntate Rodolfo Valentino - La leggenda, per la regia di Alessio Inturri, e con Furore, sempre di Inturri.
Nel 2016 ha lavorato alle fiction Non è stato mio figlio, per la regia di Inturri e Luigi Parisi, in cui è co-protagonista, e Il bello delle donne... alcuni anni dopo, diretta da Eros Puglielli. Nello stesso anno debutta come cantante con i singoli Magico e Non c'è sole. Nel 2018 è nuovamente sul piccolo schermo con Furore - Capitolo secondo, sotto la direzione di Inturri. Nello stesso anno è tornata al cinema interpretando una giovane Veronica Lario nel film Loro di Paolo Sorrentino. Il 30 dicembre dello stesso anno lancia il singolo Sei Sei Sei, brano scritto da Teodosio Losito, accompagnato da un video musicale girato da Luigi Parisi.
Nel 2020 e nel 2021 è stata una delle concorrenti della quinta edizione del Grande Fratello VIP, in onda su Canale 5 con la conduzione di Alfonso Signorini, durante la quale decide di rinunciare allo pseudonimo di Adua del Vesco per tornare a farsi chiamare col suo vero nome, Rosalinda Cannavò. Si è classificata settima, venendo eliminata durante la semifinale.
Nel 2021 ha partecipato alla Milano Fashion Week, venendo scelta come testimonial da Impero Couture, per cui ha sfilato anche alla 14ª edizione di Mia Sposa – La fiera degli sposi e della cerimonia. Da settembre 2021 a giugno 2022 è diventata conduttrice del programma Casa Chi, in onda su Mediaset Infinity e Instagram. Il 25 febbraio 2022 è uscito il suo nuovo singolo dal titolo Sempre avanti con l'etichetta indipendente QME music di Demis Facchinetti. Nello stesso anno ha partecipato alla Milano Fashion Week dove sfila per Nualy, marchio di cui è testimonial. Inoltre, sempre nel 2022, ha pubblicato il suo libro Il riflesso di me per Edizioni Piemme e ha preso parte alla dodicesima edizione di Tale e quale show, in onda su Rai 1 con la conduzione di Carlo Conti, partecipa anche a Tale e quale Show - Il Torneo 11, Natale e quale show - Speciale Telethon, e l'anno successivo è nel cast di Tale e quale Sanremo.

## Vita privata
Ha origini inglesi da parte del nonno materno. Si professa cattolica e devota alla Madonna di Lourdes.
Dal 2021 è legata sentimentalmente al figlio di Walter Zenga e Roberta Termali, Andrea, conosciuto nel corso della quinta edizione del Grande Fratello VIP. Il 7 settembre 2024 nasce Camilla, la prima figlia della coppia.

## Filmografia

### Cinema
- Sapore di te, regia di Carlo Vanzina (2014)
- Loro, regia di Paolo Sorrentino (2018)

### Televisione
- L'onore e il rispetto - Parte terza – serie TV, 6 episodi (Canale 5, 2012)
- Il peccato e la vergogna 2 – serie TV, 10 episodi (Canale 5, 2014)
- Rodolfo Valentino - La leggenda – miniserie TV, 2 episodi (Canale 5, 2014)
- Furore – serie TV, 14 episodi (Canale 5, 2014-2018)
- Non è stato mio figlio – serie TV, 8 episodi (Canale 5, 2016)
- Il bello delle donne... alcuni anni dopo – serie TV, 8 episodi (Canale 5, 2016)

## Programmi televisivi
- Grande Fratello VIP 5 (Canale 5, 2020-2021) - concorrente
- Tale e quale Show 12 (Rai 1, 2022) - concorrente
- Tale e quale Show - Il Torneo 11 (Rai 1, 2022) - concorrente
- Natale e quale show - Speciale Telethon (Rai 1, 2022) - concorrente
- Tale e quale Sanremo (Rai 1, 2023) - concorrente

## Web TV
- Casa Chi (Mediaset Infinity, Instagram, 2021-2022) - conduttrice

## Discografia

### Singoli
- 2016 – Magico
- 2016 – Non c'è sole
- 2018 – Sei sei sei
- 2022 – Sempre avanti

### Video musicali
- Sei sei sei, regia di Luigi Parisi (2018)

## Opere
- Rosalinda Cannavò, Il riflesso di me: come ho imparato ad amarmi dopo l'anoressia, Milano, Piemme, 2022, ISBN 978-88-566-8834-4.